# Batalha de Kwajalein
A Batalha de Kwajalein foi um confronto militar travado durante a Guerra do Pacífico, no contexto da Segunda Guerra Mundial. Foi lutada entre 31 de janeiro e 3 de fevereiro de 1944, no Atol de Kwajalein nas Ilhas Marshall. Usando as táticas aprendidas durante a batalha de Tarawa, os Estados Unidos organizaram uma bem sucedida invasão da ilha de Kwajalein, ao sul, e Roi-Namur, ao norte. Os japoneses resistiram intensamente, apesar da inferioridade numérica e da falta de preparo. Em Roi-Namur, apenas 51 japoneses sobreviveram de uma guarnição de 3 500 homens.
Para os americanos, a batalha representava um importante passo na estratégia de conquistar ilhas chave para marchar até o Japão. Acabou sendo uma boa vitória moral pois os americanos penetraram nas cadeias de ilhas que formavam as "defesas externas" da esfera de poder japonesa no Pacífico. Já para os japoneses, representou um fracasso na estratégia de defesas costeiras. As batalhas em Peleliu, Guam e nas Marianas foram muito mais sangrentas para os americanos.